# Nerašte
Nerašte (makedonsky: Нераште, albánsky: Nerashti) je vesnice v Severní Makedonii. Nachází se v opštině Tearce v Položském regionu.
Leží v oblasti Položská kotlina a od města Tetovo je vzdálená 17 km.

## Historie
Zmínky o vesnici pochází z osmanských sčítacích listin z let 1467/68. Ve vesnici žilo 29 rodin, 1 svobodný a 2 vdovy, všichni byli křesťané.
Podle záznamů Vasila Kančova z roku 1900 žilo ve vesnici 465 obyvatel albánské národnosti.

## Demografie
Podle sčítání lidu z roku 2021 žije ve vesnici 2 724 obyvatel. Etnické skupiny jsou:
- Albánci – 2 670
- Makedonci – 2
- ostatní – 52

| Rok          | 1900 | 1948 | 1953 | 1961 | 1971 | 1981 | 1994 | 2002 | 2021 |
| ------------ | ---- | ---- | ---- | ---- | ---- | ---- | ---- | ---- | ---- |
| Obyvatelstvo | 465  | 1301 | 1457 | 1663 | 2280 | 2901 | 3235 | 3485 | 2724 |